# Keiserrequiem

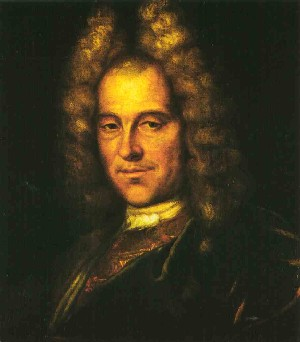
Johann Joseph Fux

Keiserrequiem – oratorium skomponowane i wystawione w roku 1720 przez austriackiego kompozytora barokowego Johanna Josepha Fuxa (1660 - 13 II 1741). Requiem Fux dedykował cesarzowi Karolowi VI Habsburgowi.